# جورج بيرد (لاعب كريكت)
جورج بيرد (30 يوليو 1849 - 28 أكتوبر 1930) (بالإنجليزية: George Bird)‏ هو لاعب كريكت بريطاني (وحمل سابقاً جنسية المملكة المتحدة لبريطانيا العظمى وأيرلندا).